# 피 결합
화학에서 피 결합(φ bond)은 공유 결합중의 하나로, 하나의 전자 오비탈의 여섯 개의 돌출부(lobe)와 다른 전자 오비탈의 여섯 개의 돌출부가 겹치는 곳에 형성된다. 오비탈의 노드 평면 중의 두 개(또는 그 이상)는 두 원자쪽 방향을 지나간다.
피 결합의 오비탈의 대칭성은 보통의 f 오비탈의 6-돌출부와 동일하기 때문에, 그리스 문자 φ는 f 오비탈을 뜻한다.
충분히 큰 원자에는 점유된 f 오비탈의 에너지가 충분히 낮아서, 화학 결합에 참여할 수 있다. 피 결합은 우라늄분자에서 확인이 되었다.
이론 화학자들은 8주기이상 g-구역원소들은 g 오비탈에 대응하는 감마 결합(γ) 도 가능할 것이라고 보고 있다.

## 같이 보기
- 분자 구조